# Пасічнянське нафтове родовище
Пасічнянське нафтове родовище — належить до Бориславсько-Покутського нафтогазоносного району Передкарпатської нафтогазоносної області Західного нафтогазоносного регіону України.

## Опис
Розташоване у Надвірнянському районі Івано-Франківської області на відстані 8 км від м.Надвірна.
Знаходиться у південно-східній частині Бориславсько-Покутської зони. Пасічнянська складка виявлена наприкінці 50-х — початку 60-х рр. ХХ ст. Вона являє собою лінійно витягнуту З півночі заходу на південний схід асиметричну антикліналь, розділену поперечними скидо-зсувами на Старунський, Битківський та Пасічнянський блоки, висотою 2300, 900, 700 км відповідно. Загальна довжина складки 10,7 м, ширина 2-3,5 м.
Перший промисловий приплив нафти та газу отримано в 1970 р. з менілітових відкладів з інт. 3896-4410 м.
Поклади пластові, склепінчасті, тектонічно екрановані. Режим Покладів пружний та розчиненого газу. Колектори — пласти пісковиків та алевролітів.
Експлуатується з 1970 р. Запаси початкові видобувні категорій А+В+С1: нафти — 5089 тис. т; розчиненого газу — 1836 млн. м³. Густина дегазованої нафти 846—868 кг/м³. Вміст сірки у нафті 0,21-0,42 мас.%.